# واوکس ان پره
واوکس ان پره (به فرانسوی: Vaux-en-Pré) یک کمون در فرانسه است که در بورگوین واقع شده‌است.

## خصوصیات
واوکس ان پره ۴٫۳۹ کیلومترمربع مساحت و ۱۰۵ نفر جمعیت دارد و ۲۸۴ متر بالاتر از سطح دریا واقع شده‌است.